# Svenska Lyxorkestern
Svenska Lyxorkestern bildades av Peter Gardemar, Hans Gardemar, Jan Bengtson, Bosse Persson, Bengan Janson och Peter Milefors på Högfjällshotellet i Sälen år 1998. Orkestern spelar underhållningsmusik, både själva och som kompband till andra artister. De har jobbat med bland andra Björn Skifs, Lena Philipsson, Martin Stenmarck, Povel Ramel och Allmänna Sången.

## Diskografi
- 2009 – En underbar tid med Svenska Lyxorkestern och vänner
- 2012 – Strandhugg - Svenska Lyxorkestern (Vinyl records)